# Cretoraphidia macrocella
Cretoraphidia macrocella là một loài côn trùng trong họ Baissopteridae thuộc bộ Raphidioptera. Loài này được Ponomarenko miêu tả năm 1993.